# Dwór w Lisowicach (powiat średzki)
Dwór w Lisowicach – zabytkowy obiekt wybudowany w miejscowości Lisowice.
Dwór z drugiej połowy XVI w., przebudowany na początku XIX w. jest częścią zespołu dworsko-folwarcznego, w skład którego wchodzą:
- - dwie oficyny mieszkalne z połowy XIX w.
  - obora z połowy XIX w.
  - chlewnia z połowy XIX w.
  - stajnia z połowy XIX w.
  - park z fosą i ogrodami z XVI-XIX w.